# جورج رولنسون
جورج رولنسون (بالإنجليزية: George Rawlinson)‏ George Rawlinson (1227 - 1320 هـ / 1812 - 1902 م) هو مؤرخ وعالم لاهوت إنكليزي.
ولد في مقاطعة أوكسفوردشاير.